# Còdex Alexandrinus

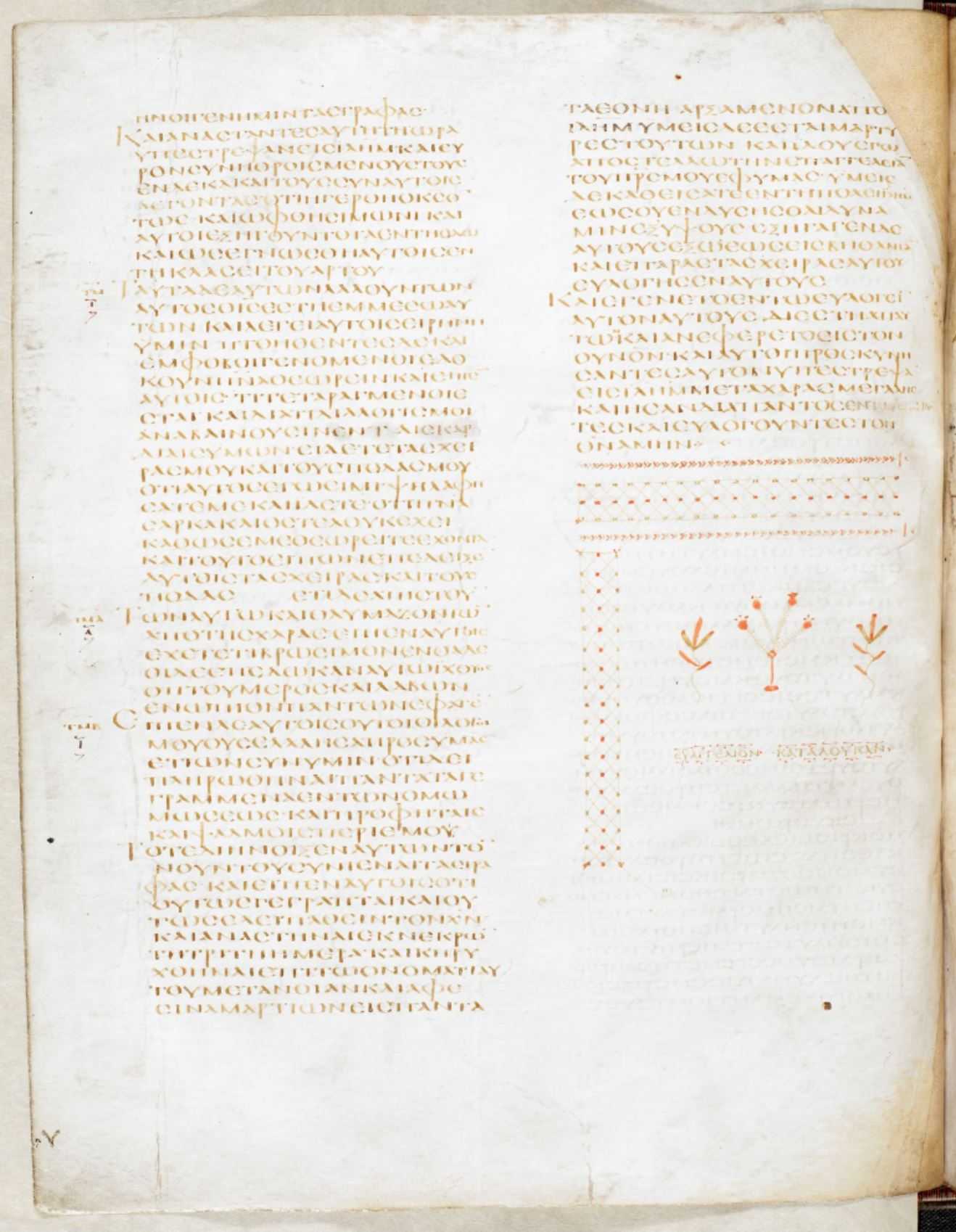
Còdex Alexandrinus. Evangeli de Lluc - foli 65

El Còdex Alexandrinus (Gregory-Aland no. A 02) és un manuscrit en gran uncial el més complet de la Septuaginta i del Nou Testament datat el segle v. El còdex agafa el seu nom de la ciutat d'Alexandria.
Junt al Codex Sinaiticus i el Còdex Vaticanus, és un dels més antics i més completes còpies de la Bíblia en grec.

## Història
El còdex agafa el seu nom de la ciutat d'Alexandria on se suposa que va ser redactat. se cita igualment la Palestina.
Propietat del Patriarca d'Alexandria després de l'any 1098, va ser donat a Carles I d'Anglaterra l'any 1628, per Ciril Lucaris, Patriarca de Constantinoble. Avui dia és propietat de la família reial d'Anglaterra.
El Còdex Alexandrinus actualment es conserva a la Biblioteca Britànica de Londres.

## Contingut
Escrit en lletra uncial amb dues columnes per cada plana, cada columna té entre 46 i 52 línies i cada línia entre 20 i 25 lletres. Totes les seccions comencen per una lletra de grans dimensions situada dins del marge. Té en total 773 fulles (630 per l'Antic Testament i 143 pel Nou Testament).
Sobre la primera plana es troben escrits en àrab els mots : «Escrit per Thekla, el màrtir. Manca Mateu 1 a 25 i Joan 6 v. 50 al 8 v. 52». Tres fulls manquen igualment dins la Segona Epístola als Corintis.
Pels evangelis, a l'inici de cada llibre figura una taula de títols numerats que representa un sistema de divisió datat a la fi del segle iv: és el més antic testimoni d'aquest sistema, que sembla que té el seu origen a Antioquia.